# Veličanka
Veličanka je rijeka u Hrvatskoj, u Požeško-slavonskoj županiji.

## Opis
Izvire iznad Velike, u podnožju Papuka. Dugačka je oko 13 km. Prolazi kroz naselja: Velika, Trenkovo, Novi Mihaljevci, Mihaljevci, i Požegu, gdje se ulijeva u Orljavu.